# Skjærgårdsflirt
Skjærgårdsflirt är en norsk svartvit dramafilm från 1932 i regi av Rasmus Breistein. I de ledande rollerna ses Else Bull, Kristian Hefte och Finn Bernhoft.

## Handling
Inga Sjøholm och Erik Østerman är förlovade. Hon är dotter till en fattig bonde och han son till en rik fiskare. Eriks mor ser inte med blida ögon på förlovningen då hon tycker sonen kunde fått någon bättre än den fattiga Inga. Østermans huserar sommargäster och grosshandlare Andersen och hans dotter Lilly kommer från huvudstaden. Lily är flörtig av sig och lyckas charma Erik, till Ingas stora förtvivlan. Även Østermans piga Katrina och dräng Karl Anton har en sommarflirt, men denna romans är något ensidig då Karl Anton hellre läser romaner än tillbringar sin tid med Katrina. Lilys kusin Hans kommer på besök. Han är förälskad i Lily och hennes intresse riktas nu mot honom. Erik överhör en kväll ett samtal mellan dem båda och får veta att Lily bara gjort narr av honom och att hon anser honom vara en simpel bonddräng. Han återvänder till Inga, som just har ärvt 5 000 kronor av en farbror. Samtidigt överger Karl Anton sin roman till fördel för Katrina.

## Rollista
- Else Bull – Inga Sjøholm, Sjøholms dotter
- Kristian Hefte – Erik Østerman, Østermans son
- Finn Bernhoft – Andersen, grosshandlare
- Bjørn Bjørnevik – Sjøholm, bonde
- Arne Kleve – Østerman, fiskare
- Vilhelm Lund – Hans, Andersens brorson
- Birger Løvaas – Karl Anton, dräng hos Østerman
- Lisbeth Nyborg – Augusta Østerman
- Astrid Schwab – Lily Andersen, Andersens dotter
- Olga Sjøgren – Katrina, piga hos Østerman

## Om filmen
Skjærgårdsflirt är Rasmus Breisteins sjätte filmregi och hans första ljudfilm. Den bygger på Gideon Wahlbergs pjäs med samma namn från 1916 som hade urpremiär på Stockholms folkpark den 13 maj 1917. Pjäsen gjordes om till filmmanus av Breistein. Filmen producerades av Breisteins eget bolag med honom som producent. Den fotades och klipptes av Gunnar Nilsen-Vig. Musiken komponerades av Thomas Kristiansen. Filmen hade premiär den 26 december 1932 i Norge. Den distribuerades av Kommunenes filmcentral.